# Svîrîdivka, Malîn
Svîrîdivka (în ucraineană Свиридівка) este un sat în comuna Morozivka din raionul Malîn, regiunea Jîtomîr, Ucraina.

## Demografie
Componența lingvistică a localității Svîrîdivka
     Ucraineană (92,94%)
     Rusă (7,06%)
Conform recensământului din 2001, majoritatea populației localității Svîrîdivka era vorbitoare de ucraineană (92,94%), existând în minoritate și vorbitori de rusă (7,06%).